# Dianne Reeves
Dianne Reeves (Detroit, 23 oktober 1956) is een Amerikaans jazzzangeres. Ze wordt beschouwd als een van de meest virtuoze en veelzijdige jazzzangeressen van dit moment. Ze woont in Denver, Colorado.
Van 1983 tot 1986 trad ze op met Harry Belafonte. In 1989 had ze samen met Lou Rawls een hitje met Fine brown frame.
Ze won 4 Grammy Awards voor de Best Jazz Vocal Performance met haar albums:
- 2001 In the Moment
- 2002 The Calling
- 2003 A Little Moonlight
- 2006 Good Night, And Good Luck (Soundtrack)

## Discografie
- 1977 - Welcome to My Love
- 1987 - Better Days
- 1988 - I Remember
- 1990 - Never Too Far
- 1991 - Dianne Reeves (same as Better Days)
- 1993 - Art & Survival
- 1994 - Quiet After the Storm
- 1996 - The Grand Encounter
- 1996 - Palo Alto Sessions
- 1997 - That Day
- 1997 - New Morning (live)
- 1999 - Bridges..
- 2000 - In The Moment (live)
- 2001 - The Calling: Celebrating Sarah Vaughan
- 2002 - Best of Dianne Reeves
- 2003 - A Little Moonlight
- 2004 - Christmas Time is Here
- 2005 - Good Night, And Good Luck (Soundtrack)
- 2007 - Music For Lovers
- 2008 - When You Know
- 2014 - Beautiful Life

## NPO Radio 2 Top 2000
Van Dianne Reeves stond alleen Fine Brown Frame (met Lou Rawls) in 1999 in de NPO Radio 2 Top 2000, op plek 1796.
- Bibliothèque nationale de France: cb13927100h (data)
- Gemeinsame Normdatei: 134725530
- International Standard Name Identifier: 0000 0000 7839 7344
- Library of Congress Control Number: n92038126
- Nationale Bibliotheek van Letland: 000071535
- MusicBrainz: 069c1f30-fd2a-4342-924a-cca7c605807f
- Nationale Bibliotheek van Tsjechië: xx0022057
- Nationale Bibliotheek van Israël: 987007404804705171
- Nationale Bibliotheek van Polen: a0000002794075
- Nederlandse Thesaurus van Auteursnamen: 105412864
- Système universitaire de documentation: 171895096
- Virtual International Authority File: 85440283
- WorldCat: E39PBJmXHmJ6pV4tWrdDXkHBfq